# Pierre Landais

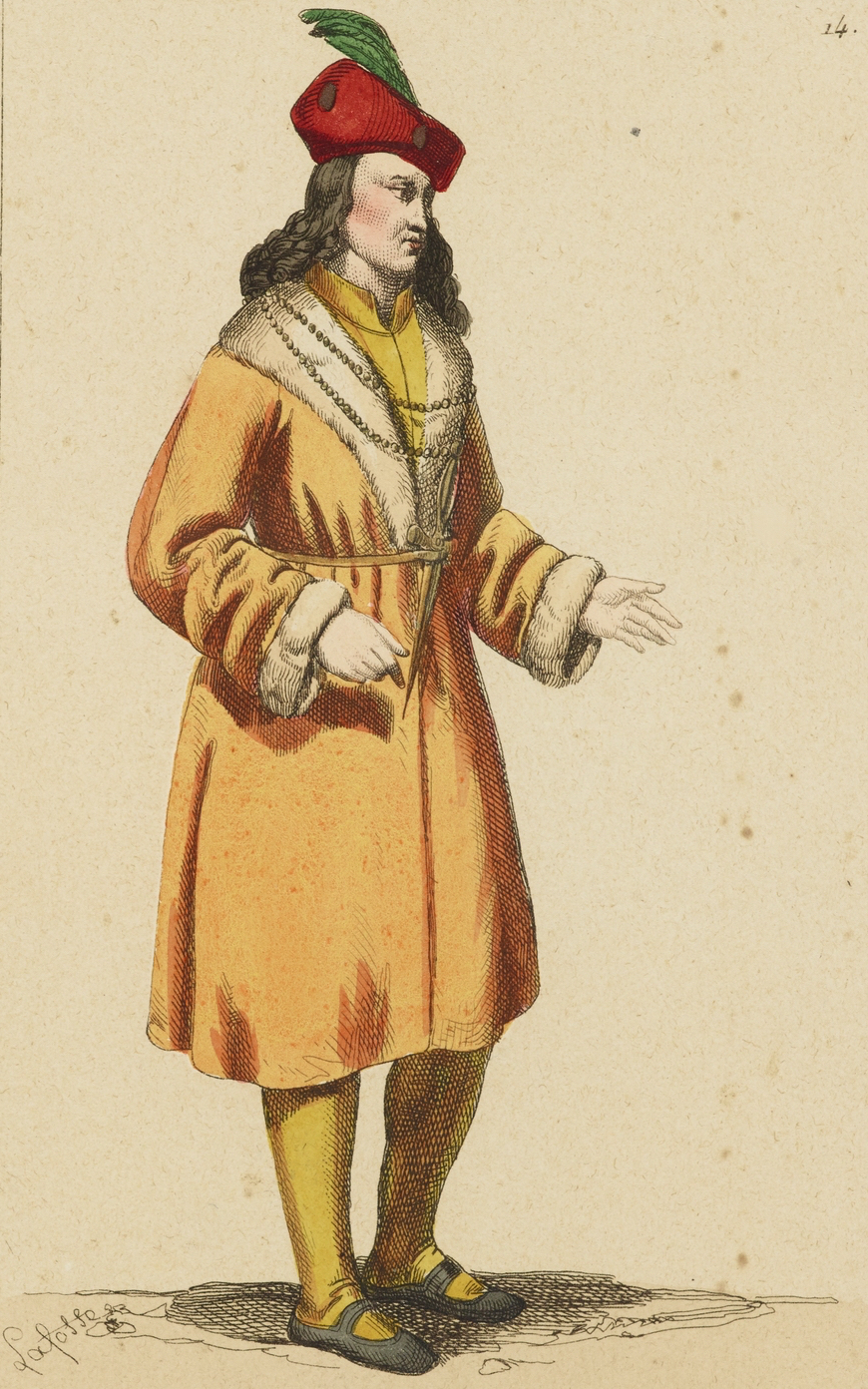
Porträt von Pierre Landais, 19. Jahrhundert

Pierre Landais (* 1430; † 1485) war ein bretonischer Politiker, der zum wichtigsten Berater und Minister des Herzogs Franz II. wurde. Franz überließ Landais die Kontrolle über die Angelegenheiten des Herzogtums, was zu Unmut bei den örtlichen Baronen führte, die schließlich den Sturz von Landais' Regime durchsetzten. Der Landais‘ Aufstieg und Fall schwächte die Position von Franz II. und bereitete den Weg für die Annexion der Bretagne durch Frankreich.
Landais spielte auch eine wichtige Rolle bei den Versuchen der englischen König aus dem Haus York, den führenden Thronanwärter aus dem Haus Lancaster, Henry Tudor, der mit seinen wichtigsten Anhängern in der Bretagne (Burg Suscinio) lebte, auszuliefern. Anfänglich war er ein Anhänger Henrys, wandte sich aber später gegen ihn.

## Leben

### Frühe Karriere
Pierre Landais ist der Sohn von Jamel Landais, einem reichen Tuchhändler aus Vitré, und Perrine, Dame de Cornillé. Er trat zur Zeit des Herzogs Peter II. (regierte 1450–1457) als Kammerdiener (valet de garde-robe) in den Dienst vom François d’Étampes, des präsumtiven Erben des Herzogtums, der 1456 die Tochter des 1450 verstorbenen Herzogs Franz I. heiratete. François d'Étampes zog es zurück nach Blois zur Familie seiner Mutter, Marguerite d'Orléans, um dort den Tod von Peter II. und dessen Nachfolgers Arthur III. († 1458) abzuwarten.
Landais‘ Ehrgeiz und sein Scharfsinn brachten ihm bald die Gunst seines Dienstherrn ein, und er stieg, nachdem dieser 1458 die Nachfolge als Herzog Franz II. von Bretagne angetreten hatte, zum Schatzmeister und Receveuer général de finances der Bretagne auf.
Bald geriet Landais in Konflikt mit Guillaume Chauvin, dem Kanzler der Bretagne, der sich über Landais‘ Einfluss auf den Herzog ärgerte. Im Jahr 1477 spitzte sich seine Rivalität mit Chauvin zu. Landais sorgte dafür, dass Chauvin 1481 aufgrund von Korruptionsvorwürfen verhaftet und entlassen wurde, und sicherte so seine eigene Position als de facto Premierminister. In dieser Zeit förderte er den Ausbau der Universität Nantes, die 1460 von Herzog Franz gegründet worden war.

### Regierung
Zwischen 1481 und 1485 war er allmächtig und bemühte sich, die Unabhängigkeit des Herzogtums gegen die Politik des französischen Königs Ludwig XI. zu verteidigen, indem er geheime Verhandlungen mit dem englischen König Eduard IV. führte. Landais handelte auch Handelsverträge mit Spanien, Portugal, England und den Hansestädten aus. Außerdem förderte er die Seiden- und Wandteppichproduktion. Nach dem Tod von Ludwig XI. am 30. August 1483 versuchte er, die Tochter von Franz II., Anne de Bretagne, mit dem Herzog von Orleans zu verheiraten.
Landais ließ Guillaume Chauvin von Gefängnis zu Gefängnis verlegen und widersetzte sich dem Druck, ihn freizulassen. Chauvin starb am 5. April 1484, angeblich an Hunger und Misshandlungen. Die schlechte Behandlung Chauvins sorgte für Empörung beim bretonischen Adel, der sich bereits durch Landais‘ Macht gestört fühlte. Ermutigt von Anne de Beaujeu, der Regentin Frankreichs, organisierten seine Feinde einen Staatsstreich gegen ihn. Unter der Führung von Jean IV. de Chalon-Arlay , Fürst von Orange, versuchte eine bewaffnete Gruppe, Landais gefangen zu nehmen, doch er konnte entkommen. Der Herzog ordnete an, dass das Eigentum der Verschwörer gegen Landais beschlagnahmt werden sollte und zwang sie ins Exil.

### Henry Tudor
Landais, der weiterhin die Unterstützung des Herzogs genoss, verhandelte mit den Anhängern von Henry Tudor, Earl of Richmond, dem Anwärter auf den englischen Thron, der in der Bretagne im Exil lebte und die Burg Suscinio in Sarzeau als Gast von Herzog Franz bewohnte. Nach der Thronbesteigung von König Richard III. 1483 kam es zu Seekonflikten mit England, und englische Freibeuter griffen bretonische Schiffe an. Landais versuchte zunächst, Richard zu beschwichtigen, wechselte aber später zu Henry, in der Hoffnung, dass dieser Richard stürzen würde und so ein Bündnis zwischen England und der Bretagne zustande käme. Der Plan scheiterte jedoch, und Henry war gezwungen, in die Bretagne zurückzukehren. Landais wandte sich erneut Richard zu und der König erklärte sich bereit, 4000 englische und walisische Bogenschützen zu schicken, um die Macht des Herzogs gegen den aufständischen bretonischen Adel zu sichern, der weiterhin gegen Landais intrigierte. Im Gegenzug sollte Landais die Gefangennahme und Auslieferung Henrys, dessen Onkels Jasper Tudor und der anderen im Exil lebenden Anhängern des Hauses Lancaster organisieren.
Zwar hatte Franz II. sich verpflichtet, Henry zu unterstützen, aber er war zu diesem Zeitpunkt schwer erkrankt, so dass Landais die vollständige Kontrolle über die Politik hatte. Er stellte in Rennes eine bewaffnete Truppe zusammen, um nach Vannes zu marschieren und alle Lancastrians gefangen zu nehmen, die zu diesem Zeitpunkt etwa 300 Personen umfassten, darunter viele erfahrene Soldaten. Henry wurde über das Komplott informiert, und angesichts der drohenden Verhaftung und Auslieferung nach England flohen er und Jasper über die nächstgelegene Grenze ins Anjou, wobei sie Landais‘ Truppen nur wenige Stunden voraus waren. Henry nahm die Straße nach Angers, auf dem Weg zum französischen Hof in Langeais, und sicherte sich die französische Unterstützung für seinen späteren erfolgreichen Feldzug gegen Richard. Als Herzog Franz wieder zu sich kam, war er wütend auf Landais und erlaubte Henrys Gefolgsleuten, die Bretagne zu verlassen und sich ihm anzuschließen.

### Sturz und Tod
Landais‘ Handlungen vergrößerten nur die Zahl seiner adeligen Feinde, die von Anne de Beaujeu unterstützt wurden. Bis 1485 hatte die pro-französische Fraktion ein Heer organisiert, an dessen Spitze Landais‘ Feinde am 25. Juni 1485 in Nantes eintrafen. Der Herzog sah sich nun gezwungen, Landais auszuliefern, um ihn wegen verschiedener angeblicher Verbrechen vor Gericht stellen zu lassen. Man beschuldigte Landais der Erpressung und der Verursachung des Todes von Chauvin, und unter der Folter gestand er zahlreiche Taten. Pierre Landais wurde angeklagt, verurteilt und am 19. Juli 1485 auf der Biesse-Wiese in Nantes (gemäß dem Brauch für Bürgerliche) gehängt.

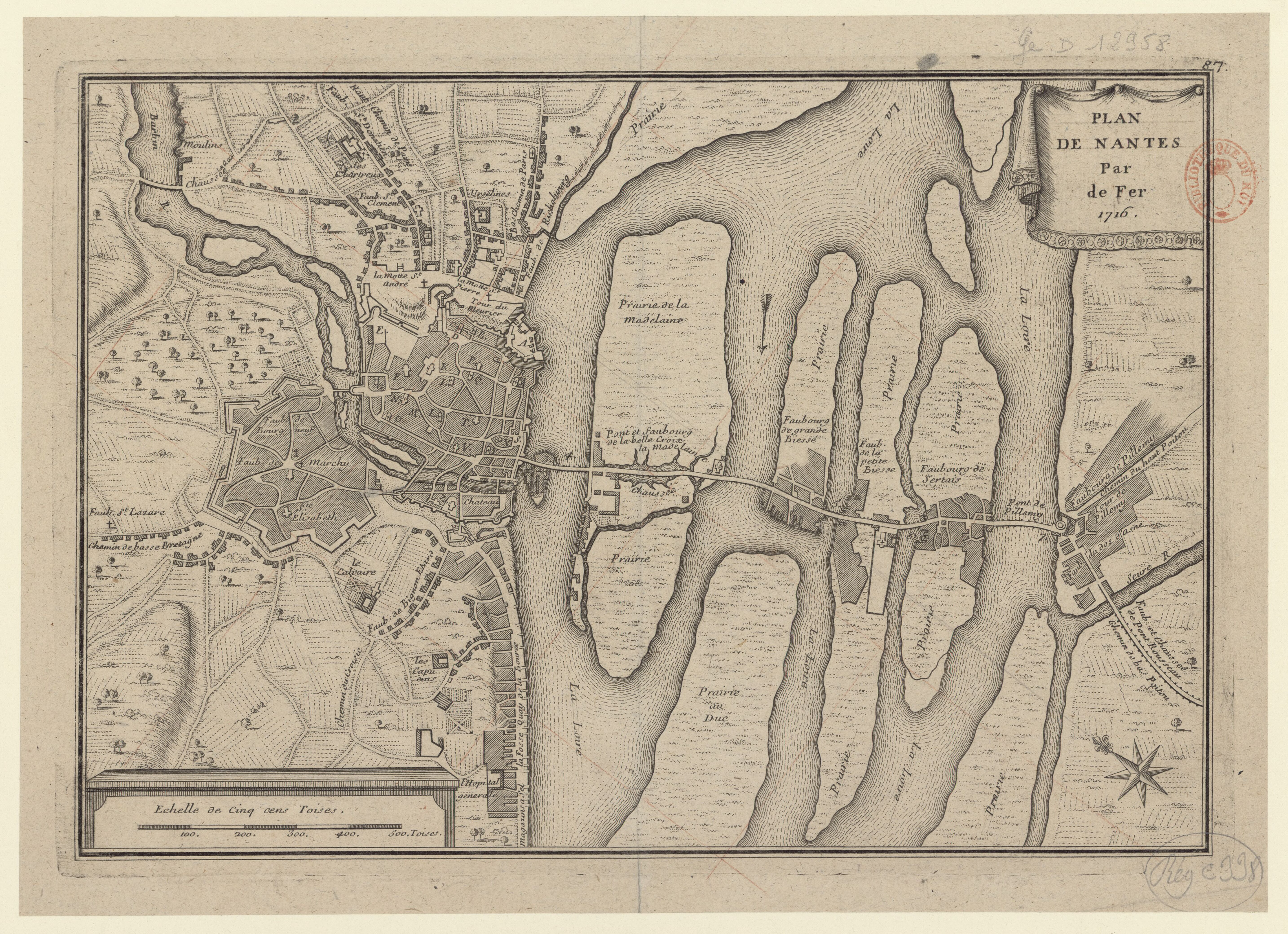
Plan von Nantes aus dem Jahr 1716 mit den Flussinseln, die den Übergang über die Loire erleichterten; die beiden mittleren sind die Île de Grande Biesse (links) und die Île de Petite Biesse (rechts) mit ihren Wiesen; der Flussarm zwischen den beiden Inseln ist heute der Boulevard Gustave Roch auf der Île de Nantes

### Erbe und Ansehen
Der Staatsstreich deckte die Schwäche des Herzogs Franz auf, die bald von Anne de Beaujeu ausgenutzt wurde und 1488 zu einer umfassenden französischen Invasion in der Bretagne führte.
Der englische Chronist Raphael Holinshed beschrieb Landais (den er „Peter Landois“ nennt) als „einen Mann von großem Verstand und großer Autorität, der alles nach seinem Gutdünken und auf seinen Befehl hin regierte und entschied, weswegen er (da Männer mit Autorität nicht besonders beliebt sind) die Bosheit und den bösen Willen des Adels der Bretagne gegen sich aufbrachte“. Ebenfalls als Peter Landois taucht er als Figur in dem elisabethanischen Stück The True Tragedy of Richard III auf, das William Shakespeares Richard III. beeinflusst hat. Fälschlicherweise wird er zu den treuen Verbündeten von Henry Tudor vor der Schlacht von Bosworth gezählt.
Laut Arthur de La Borderie schätzten die französischen Historiker des Ancien Régime ihn im Allgemeinen sehr negativ ein. Er sagt: „Die alten Historiker waren Landais gegenüber sehr feindselig eingestellt. Alain Bouchart (der etwa dreißig Jahre nach dem Tod des Generalschatzmeisters schrieb) stellt ihn als eine Person von geringer Weisheit und niederer Herkunft dar“. De la Borderie zitiert D'Agentré, der sagt, Landais sei ein regelrechter Diktator gewesen, „niemand konnte etwas anderes bekommen als durch ihn: Ländereien, Ämter, Pfründe, die von seinen Launen abhingen... Seine Stellung machte ihn so arrogant und hochmütig, dass er Fürsten, Herren und Adelige gleichermaßen missbrauchte.“ Dom Lobineau behauptete, er sei Ministerpräsident geworden, nachdem er die „geheimen Vergnügungen“ des Herzogs ermöglicht hatte. Solche Ansichten werden seit der Revolution weniger verbreitet. De la Borderie führt die Feindseligkeit zum Teil auf die Abneigung des Adels gegen Parvenüs zurück und zum Teil darauf, dass Landais ein Bündnis mit England gegen Frankreich anstrebte.

## Ehe und Familie
Pierre Landais heiratete Jeanne de Moussy, Dame de Briord; ihre Tochter Françoise heiratete Arthur de Lesperviez (Arthur L'Epervier, † 1510), Seigneur de La Béraudière, de La Bouvardière, de La Gascherie und de L'Epine-Gaudin, Kammerherr des Herzogs der Bretagne (1487), Capitaine de Nantes (1488–1489) und Grand Veneur de Bretagne (1488–1508). Sie ist die Urgroßmutter von François de La Noue, genannt Bras de fer (1531–1591).
Pierre Landais‘ Schwester Olive heiratete Adenet Guibé. Unter ihren acht Kindern sind:
- Guillemette Guibé; ⚭ Guillaume Hamon, 1464 Capitaine de Clisson, eines ihrer neun Kinder ist François Hamon († 1532), Bischof von Nantes (1511–1532)
- Jean Guibé de Saint-Jean-sur-Couesnon, Capitaine de Rennes
- Michel Guibé († 1502), Bischof von Saint-Pol (1476), Bischof von Dol (1478), Bischof von Rennes (1482), krönte 1488 Anne de Bretagne zur Herzogin und nahm 1490 ihre Heirat Maximilians I. per procurationem vor
- Robert Guibé, († 1513), Bischof von Tréguier (1484), Bischof von Rennes (1502), Kardinal (1505), Bischof von Nantes (1507–1511),
- Jacques Guibé, Vizeadmiral der Bretagne, Capitaine de Fougères, Grand-écuyer der Herzogin Anne